# Сасинівська сільська рада
Сасинівська сільська рада — адміністративно-територіальна одиниця у Пирятинському районі Полтавської області з центром у с. Сасинівка.
Населення — 1502 особи.

## Населені пункти
Сільраді були підпорядковані населені пункти:
- с. Сасинівка
- с. Кейбалівка
- с. Леляки
- с. Меченки
- с. Першотравневе
- с. Червоне

## Географія
Територією сільради протіка річки Руда, Перевід та Удай.

## Пам'ятки
На території сільської ради між селами Гурбинці та Леляки розташована комплексна пам'ятка природи місцевого значення «Старий шлях».

## Населення
Згідно з переписом УРСР 1989 року чисельність наявного населення сільської ради становила 1847 осіб, з яких 766 чоловіків та 1081 жінка.
За переписом населення України 2001 року в сільській раді мешкала 1501 особа.

### Мова
Розподіл населення за рідною мовою за даними перепису 2001 року:
| Мова       | Відсоток |
| ---------- | -------- |
| українська | 96,34 %  |
| російська  | 2,80 %   |
| білоруська | 0,60 %   |
| молдовська | 0,20 %   |
| польська   | 0,07 %   |